# Annabel Lee (Musikerin)
Annabel Lee ist eine US-amerikanische Musikerin, Autorin, Übersetzerin und Verlegerin. Sie arbeitete unter anderem an Projekten ihres Ehemannes Michael Moynihan und ist fester Bestandteil von dessen Band Blood Axis.

## Biografie
Annabel Lee erlernte das Violinenspiel im Alter von sieben Jahren. In den 1990ern wirkte sie an einigen Filmen des Experimentalregisseurs Richard Kern mit und wurde auch in dessen Fotoband New York Girls abgelichtet. Sie spielte außerdem in den Filmen Red Spirit Lake und We Await des Regisseurs Charles Pinion mit, zu ersterem verfasste sie das Drehbuch.
Musikalisch war sie mit der Gruppe Amber Asylum aktiv. 1996 stieg sie in Blood Axis ein und unterstützt ihren Lebensgefährten Moynihan, mit dem sie einen gemeinsamen Sohn hat. Ihr musikalisches Soloprojekt ist die Neoklassik-Gruppe Alraune. Sie ist außerdem in der deutsch-amerikanischen Neofolk-Gruppe Waldteufel aktiv.
Annabel Lee ist als Übersetzerin und Verlegerin im Verlag Dominion Press tätig. Sie übertrug einige Werke von Julius Evola und Hans Bellmer ins Englische.

## Ideologische Einordnung
Annabel Lee ist Bewunderin des faschistischen italienischen Kulturpessimisten Julius Evola und Verfechterin des Germanischen Glaubens. Außerdem ist sie Anhängerin der Ásatrú-Bewegung und dort im Tribe of the Wulfings aktiv.

## Diskografie

### Mit Amber Asylum
- The Natural Philosophy of Love (1997)

### Mit Blood Axis
- siehe Blood Axis#Diskografie

### Mit Waldteufel
- Der große Rausch (7’’, 1995)
- Berghoch am Walde (7’’, 1999)
- Heimliches Deutschland (2000)

### Gastbeiträge und Projekte
- Backworld: Anthems from the Pleasure Park (1999)
- Steve von Till: As the Crow Flies (2000)
- Fire + Ice: Birdking (2000)
- Witch-Hunt (In Gowan Ring & Blood Axis): The Rites of Samhain (2001)
- In Gowan Ring: Exists and Entrances – Volume One: Vernal Equinox (2002)
- In Gowan Ring: Exists and Entrances – Volume Two: Autumnal Equinox (2002)
- In Gowan Ring: Hazel Steps Through a Weathered Home (2002)
- In Gowan Ring: Exists and Entrances – Volume Three: Vernal Equinox (2003)
- Ernte: Sonnenwende (7’’, 2005)
- Verdandi: North Country (2006)
- In Gowan Ring: Exists and Entrances (2007)
- The Lindbergh Baby: Hoodwinked (2007)
- The Lindbergh Baby: Live at Eagles 4-21-07 (2007)